# وسيط جمركي
وسيط جمركي أو مخلص جمركي (بالإنجليزية: Customs broker)‏ وظيفة الوسيط الجمركي هو تخليص البضائع في الجمرك للتصدير أو للاستيراد. وهذا يتطلت إعداد المستندات، وحساب الضريبة الجمركية للبضاعة، كما أنه يقوم بدفع نصف الضريبة الجمركية للبضاعة مقدما، ويسهل الاتصال بين المستورد والمورد ومصلحة الضرائب.
ويعمل الوسيط الجمركي في الولايات المتحدة الأمريكية على تجهيز الوثائق والمستندات الخاصة بالبضائع ويقدمها إلى الجهات المختصة للحصول على تصريح استيرادها أو تصديرها.ومن تلك الجهات المختصة إدارة المواد الغذائية والأدوية (FDA), والمصلحة الزراعية الأمريكية (USDA), وكذلك إلى إدارة الأسماك والحيوانات البرية وبعض المصالح الأخرى.
ويتعين على المخلص الجمركي معرفة التعريفة الجمركية للبضائع في الولايات المتحدة، وهي مكونة من قوائم بالضريبة الجمركية المستحقة على كل نوع من البضائع والمنتجات. كون ملما بالشروط المتبعة رسميا والموصوفة في نظام التعليمات الفدرالي، جزء 19 والمعروف ب 19 CFR.

## الاستيراد والتصدير
الاستيراد والتصدير هو عملية دخول وخروج البضائع لدولة محدد ( أي التبادل التجاري ) ، و قد يكون الاستيراد أو التصدير للسلع أو الخدمات، ولكنه وبتطور أساليب التجارة والصناعة أصبح من الممكن استيراد البضاعة من داخل الدولة ويكون ذلك من المناطق الحرة .ونسبة لاتساع النشاط التجاري أصبح من الصعب إدارته من الدولة بصورة مباشرة، لذلك أتى مفهوم المخلص الجمركي .و هو الوسيط الذي يعمل في مجال التخليص الجمركي الذي يقدم خدمات جمركية غير مباشرة للمواطنين الأفراد أو الشركات ويشمل ذلك القطاع العام والخاص .
يقوم الوسيط الجمركي بمساعدة المستورد بشأن البلد المصدرة للبضائع، ويعرفة بشروط الاستيراد منها وإعداد المستندات الخاصة مثلا بشحنة ملابس والشروط الرسمية المتعلقة بها. ومعرفة المخلص الجمركي بتلك الشروط والتعليمات يوفر وقتا طويلا حتى خروجها من الجمرك ويتفادى الحجز عليها.
وبعض الوسطاء يتخصص في نوع معين من البضائع أو تخليص حمولة السفن الكبيرة. ويوجد مخلصي الجمارك في المواني وفي المطارات المتصلة بالعالم الخارجي. كما يقوم الوسيط الجمركي باسعدادات النقل الداخلي للبضائع بعد تخليصها من الجمرك، ويكون لهم اتصال بشركات النقل وغيرها.
يتأهل وسيط الجمارك على هذا العمل ولا بد أن يمر باختبار التأهيل بنجاح، عندئذ يحصل على تصريح بمزاولة المهنة. ولا يكون وسطاء الجمارك موظفين حكوميين، ولا يصح الخلط بينهم وبين وكلاء الجمرك Customs agents، إلا أنه في بعض البلاد يكون وكيل الجمارك هو في نفس الوقت الوسيط الجمرك
الوسيط الجمركي
الوسطاء الجمركيون أو المخلصون الجمركيون هي مناصب عمل يمكن توظيفها من قبل وكلاء الشحن أو الشركات المستقلة أو خطوط الشحن أو المستوردين والمصدرين والسلطات التجارية وشركات السمسرة الجمركية أو المنتسبين إليها.

## الولايات المتحدة
يقوم وسطاء الجمارك في الولايات المتحدة بإعداد وتقديم الوثائق لإخطار الوكالات الحكومية أو الحصول على تصريح منها مثل إدارة الغذاء والدواء الأمريكية، ووزارة الزراعة الأمريكية، وخدمة الأسماك والحياة البرية. يرتّبون أيضًا إعادة الشحن (أي التسليم المحلي) للبضائع عبر شركات النقل بالشاحنات. يتخصص العديد من سماسرة الجمارك في سلع معينة مثل الملابس أو المواد سريعة التلف أو تخليص الطاقم وبيان سفن الشحن الكبيرة. يقع معظمها في المطارات والموانئ الرئيسية مع حركة المرور الدولية. مع ظهور واجهة الوسيط الآلي والقواعد المتاحة لوسطاء الجمارك على المستوى الوطني على عكس الموانئ المحددة، لم يعد الوسطاء الجمركيون بحاجة إلى الوجود بالقرب من أحد الموانئ.

## المؤهلات
يجري إصدار تراخيص الوسطاء الجمركيين الأمريكيين والإشراف عليها من قبل الجمارك وحماية الحدود الأمريكيةCBP . المتطلبات المستلزمة لتراخيص وسيط الجمارك الأمريكية، بما في ذلك الأهلية، موضحة في المادة 19، الجزء 111 من قانون الولايات المتحدة للوائح الفيدرالية. تسمح هذه اللوائح للأفراد والشركات بالحصول على تراخيص المخلصين الجمركيين، على الرغم من اختلاف عملية التقديم والقواعد العامة التي تحكم كل نوع من أنواع التراخيص عن بعضها البعض.
لكي تكون مؤهلاً للحصول على ترخيص وسيط جمركي أمريكي، يجب على مقدم الطلب الفردي تلبية العديد من المتطلبات: يجب عليه اجتياز اختبار ترخيص وسيط الجمارك الأمريكيCBLE   بدرجة 75٪ أو أعلى: في أو قبل تاريخ تقديم الطلب، يجب أن يكون مواطنًا أمريكيًا، ويجب أن يكون قد بلغ من العمر 21 عامًا، ولا يجب أن يكون موظفًا فيدراليًا: يجب أن يتمتع بشخصية أخلاقية جيدة. يجب على الفرد تقديم طلب الترخيص، إلى جانب رسوم طلب الترخيص، في غضون ثلاث سنوات من اجتياز الاختبار. تُحتسب مهلة الثلاث سنوات هذه من تاريخ الرسالة التي تبلغ الممتحن لاجتياز الاختبار. عند استلام حزمة طلب الترخيص، تراجعها وكالة الجمارك والحدود الأمريكية من حيث مزاياها.
أهلية الترخيص لغير الأفراد مختلفة.  لكي تكون مؤهلاً للحصول على ترخيص وسيط جمركي أمريكي، يجب أن تضم الشراكة عضوًا واحدًا على الأقل من الشراكة يكون وسيطًا. يجب أن تكون الجمعية أو الشركة مخولة بموجب مواد الرابطة أو عقد التأسيس لممارسة الأعمال الجمركية كوسيط، وأن يكون لديها موظف واحد على الأقل يعمل كوسيط.
المرخص لهم من قبل المخلص الجمركي ليسوا موظفين حكوميين ولا ينبغي الخلط بينهم وبين «موظفي الجمارك». (في البلدان الأخرى، قد يكون المصطلحان متكافئين). يجب أن يكون سماسرة الجمارك على دراية بجدول التعريفة، وقائمة معدلات الرسوم على الأصناف المستوردة CATAIR، والقواعد القانونية والتنظيمية التي تحكم الاستيراد، والمسائل الأخرى المتعلقة بالتجارة. للتوضيح، في بعض الأحيان يحتاج الوسيط الجمركي إلى تقديم المشورة للمستورد بشأن متطلبات وضع العلامات في بلد المنشأ، أو إكمال الأعمال الورقية لشحنة ملابس تخضع للحصص ومتطلبات التأشيرة. إن معرفة متطلبات كل نوع من أنواع الاستيراد يمكن أن يتجنب التأخير وضبط البضائع والغرامات والعقوبات التي قد تُفرض على المستورد و/ أو السمسار.

## الاتحاد الأوروبي
بالنسبة لوسطاء الجمارك ووكلاء التخليص الجمركي العاملين داخل الاتحاد الأوروبي، لا يوجد نظام ترخيص.  يقع العبء على عاتق المستورد أو المصدر للتأكد من أن أي طرف يتصرف نيابة عنه يمتلك الحقائق اللازمة للقيام بذلك.  
تتناول المادة 5 من قانون الجمارك الحالي (لائحة المجلس 2913/1992) التمثيل، وهو مفهوم رئيسي. يسمح هذا البند للمستورد أو المصدر بتعيين طرف ثالث للعمل نيابة عنه. يمكن للمستورد أو المصدر تعيين الطرف الثالث للعمل بصفته، ممثلًا مباشرًا أو ممثلًا غير مباشر. يتصرف الممثل المباشر نيابة عن المستورد/ المصدر ولكنه لا يتحمل أي مسؤولية عن الديون الجمركية الناشئة عن أفعالهم، في حين يتحمل الممثل غير المباشر مسؤولية مشتركة ومتعددة للدين الجمركي. في جميع الحالات تقريبًا، يختار الطرف الثالث تقديم خدمات الوساطة على أساس التمثيل المباشر. نتيجة لذلك، يكون المستورد أو المصدر معرضًا تمامًا للمخاطر أو الخطأ والإغفال من قبل المخلص الجمركي. 

## بلدان أخرى

### الكويت
الجمارك الكويتية مرخصة من الإدارة العامة للجمارك (حكومة الكويت- الجمارك) كما تتطلب عدة خطوات للحصول على ترخيص. بالإضافة إلى الودائع وبعض الامتحانات. يكون قادرًا على تخليص جميع الشحنات الواردة والصادرة. وتحصيل جميع الضرائب اللازمة نيابة عن الجمارك.المملكة العربية السعودية 5
تتبع المملكة العربية السعودية القواعد واللوائح نفسها. لكن المخلص الجمركي الكويتي لا يمكنه العمل في حدود السعودية والعكس صحيح. 

### المملكة العربية السعودية
تتبع المملكة العربية السعودية القواعد واللوائح نفسها. لكن المخلص الجمركي الكويتي لا يمكنه العمل في حدود السعودية والعكس صحيح.

#### باكستان
يُعرف سماسرة الجمارك عمومًا باسم وكلاء التخليص الجمركي في باكستان. رخصت من قبل مصلحة الجمارك بموجب VIDE SRO 450 (I) / 2001 DATED 18-6-2001

##### الهند
يجري ترخيص الوسطاء الجمركيين من قبل مفوض الجمارك الذي يتمتع بسلطة قضائية على المنطقة التي ينوي مقدم الطلب فيها تنفيذ أعماله في الهند ويخضع للوائح ترخيص الوسطاء الجمركيين لعام.

###### كوستاريكا
المخلص الجمركي مفوض من قبل المديرية العامة للجمارك DGA، ومتطلب الدرجة الجامعية هو بكالوريوس في إدارة الجمارك وسنتين من الخبرة، بالإضافة إلى كفالة 10000 دولار مع أول حالة جمارك. هناك غرامات باهظة في حالة الخطأ أو تصنيف تعريفة خاطئ، كونها واحدة من أكثر المخاطر في المهن في كوستاريكا.

## وصلات خارجية.
- مصلحة الجمارك الليبية
- مصلحة الجمارك الجزائرية
- مصلحة الجمارك السعودية
- جمارك الشارقة
- مصلحة الجمارك المصرية

## اقرأ أيضا
- جمارك
- تصدير
 http://customclearances.blogspot.com/

1. ↑  Canada, What is a Customs Broker & Why Do You Need One? نسخة محفوظة 2021-08-18 على موقع واي باك مشين.
2. ↑  Canada Border Service Agency نسخة محفوظة 2022-01-12 على موقع واي باك مشين.
3. ↑  Canadian Society of Customs Brokers نسخة محفوظة 2021-12-31 على موقع واي باك مشين.
4. ↑  Customs Brokers Licensing نسخة محفوظة 2021-05-14 على موقع واي باك مشين.